# Protoerigone
Protoerigone (Blest, 1979) è un genere di ragni appartenente alla famiglia Linyphiidae.

## Distribuzione
Le due specie oggi note di questo genere sono state rinvenute in Nuova Zelanda.

## Tassonomia
Dal 1993 non sono stati esaminati esemplari di questo genere.
A dicembre 2012, si compone di due specie:
- Protoerigone obtusa Blest, 1979 — Nuova Zelanda
- Protoerigone otagoa Blest, 1979[3] — Nuova Zelanda